# Руслові процеси
Руслові́ проце́си — процеси і явища, що відбуваються внаслідок дії руслового потоку на річкове ложе; русло змінює свій напрямок, у ньому утворюються руслові форми рельєфу: перекати, острови, гриви та інше.
До руслових процесів належать: руслова ерозія, транспортування наносів та їхня акумуляція. Основними факторами руслових процесів є режим та об'єм стоку води і наносів, кількість опадів, геологічна будова, форма русла й долини, рослинність, льодові явища, екзогенні процеси на схилах долини, водогосподарські заходи тощо. Зовнішнім виявом є руслові й заплавні деформації (переміщення піщаних пасом, звивин річища, поява системи проток).

## Ерозійні процеси
Ерозія річкового ложа здійснюється головно трьома фізичними процесами:
- Абразія. Механічне руйнування за рахунок ударів та тертя осадових часток (переважно піску та гравію), що перебувають у потоці води. Абразія кристально чистої води дуже несуттєва. Тверді осади як ерозійний інструмент вистругують, довбуть та шліфують річкове ложе. Абразійна потужність водного потоку пропорційна квадрату швидкості течії, тобто збільшення останньої вдвічі збільшує абразійну здатність потоку вчетверо.
- Гідравлічне виорювання. Зточування поверхні, вклинювання в тріщини корінних порід та їх розширення водним потоком, відрив і перекатування часток ґрунту (від мулу до великих валунів) за рахунок підйомної сили потоку. Підмивання і руйнування берегів.
- Розчинення. Будь-які природні води є розчином тієї чи іншої концентрації. Сильною ерозійною силою слугують річкові води, що течуть з боліт через вапнякові породи. Вони насичені гуміновими й карбоновими кислотами, що легко розчиняють карбонатні породи. Більшу частину щорічного твердого стоку з континентів (5 млрд тонн) дають саме розчини ґрунтових вод.

## Дослідження
Руслові процеси в Україні досліджували: В. М. Лохвін, З. В. Горецька, Н. Й. Дрозд, О. Н. Кафтан, М. І. Кирилюк, О. Г. Ободовський, С. М. Перехрест та інші.